# Liste der Nummer-eins-Hits in Neuseeland (1990)
Dies ist eine Liste der Nummer-eins-Hits in Neuseeland im Jahr 1990. Sie basiert auf den offiziellen Single und Albums Top 40, die im Auftrag von Recorded Music NZ, dem neuseeländischen Vertreter der IFPI, ermittelt werden. Es gab in diesem Jahr 15 Nummer-eins-Singles und 17 Nummer-eins-Alben.

## Singles
| ← 1989 ← | Liste der Nummer-eins-Hits in Neuseeland | Liste der Nummer-eins-Hits in Neuseeland | Liste der Nummer-eins-Hits in Neuseeland | 1991 →                    |
| \| Zeitraum \| Wo. ges. \| Interpret \| Titel Autor(en) \| Zusätzliche Informationen \| \| (Zeitraum, Wochen auf Platz eins, Interpret, Titel, Autor[en], zusätzliche Informationen) \| \| \| \| \| \| ----------------------------------------------------------------------------------------- \| -------- \| --------------- \| ---------------------------------- \| ------------------------- \| \| 3. Dezember 1989 – 13. Januar 1990 6 Wochen \| 6 \| Margaret Urlich \| Escaping \| – \| \| 14. Januar 1990 – 10. Februar 1990 4 Wochen \| 4 \| The B-52’s \| Love Shack \| – \| \| 11. Februar 1990 – 3. März 1990 3 Wochen \| 3 \| John Grenell \| Welcome to Our World \| – \| \| 4. März 1990 – 10. März 1990 1 Woche \| 1 \| Milli Vanilli \| All or Nothing \| – \| \| 11. März 1990 – 7. April 1990 4 Wochen \| 4 \| Sybil \| Don’t Make Me Over \| – \| \| 8. April 1990 – 12. Mai 1990 5 Wochen \| 5 \| Sinéad O’Connor \| Nothing Compares 2 U \| – \| \| 13. Mai 1990 – 26. Mai 1990 2 Wochen \| 2 \| Jamie J. Morgan \| Walk on the Side \| – \| \| 27. Mai 1990 – 23. Juni 1990 4 Wochen \| 4 \| Madonna \| Vogue \| – \| \| 24. Juni 1990 – 21. Juli 1990 4 Wochen \| 4 \| Daddy Cool \| Eagle Rock \| – \| \| 22. Juli 1990 – 1. September 1990 6 Wochen \| 6 \| MC Hammer \| U Can’t Touch This/Dancin’ Machine \| – \| \| 2. September 1990 – 15. September 1990 2 Wochen \| 2 \| Mariah Carey \| Vision of Love \| – \| \| 16. September 1990 – 6. Oktober 1990 3 Wochen \| 3 \| Jon Bon Jovi \| Blaze of Glory \| – \| \| 7. Oktober 1990 – 27. Oktober 1990 3 Wochen \| 3 \| INXS \| Suicide Blonde \| – \| \| 28. Oktober 1990 – 1. Dezember 1990 5 Wochen \| 5 \| Ngaire \| To Sir, with Love \| – \| \| 2. Dezember 1990 – 26. Januar 1991 8 Wochen \| 8 \| Vanilla Ice \| Ice Ice Baby \| – \| |                                          |                                          |                                          |                           |
| ← 1989 |                                          |                                          |                                          | → 1991 →                  |
| Zeitraum | Wo. ges.                                 | Interpret                                | Titel Autor(en)                          | Zusätzliche Informationen |
| (Zeitraum, Wochen auf Platz eins, Interpret, Titel, Autor[en], zusätzliche Informationen) |                                          |                                          |                                          |                           |
| 3. Dezember 1989 – 13. Januar 1990 6 Wochen | 6                                        | Margaret Urlich                          | Escaping                                 | –                         |
| 14. Januar 1990 – 10. Februar 1990 4 Wochen | 4                                        | The B-52’s                               | Love Shack                               | –                         |
| 11. Februar 1990 – 3. März 1990 3 Wochen | 3                                        | John Grenell                             | Welcome to Our World                     | –                         |
| 4. März 1990 – 10. März 1990 1 Woche | 1                                        | Milli Vanilli                            | All or Nothing                           | –                         |
| 11. März 1990 – 7. April 1990 4 Wochen | 4                                        | Sybil                                    | Don’t Make Me Over                       | –                         |
| 8. April 1990 – 12. Mai 1990 5 Wochen | 5                                        | Sinéad O’Connor                          | Nothing Compares 2 U                     | –                         |
| 13. Mai 1990 – 26. Mai 1990 2 Wochen | 2                                        | Jamie J. Morgan                          | Walk on the Side                         | –                         |
| 27. Mai 1990 – 23. Juni 1990 4 Wochen | 4                                        | Madonna                                  | Vogue                                    | –                         |
| 24. Juni 1990 – 21. Juli 1990 4 Wochen | 4                                        | Daddy Cool                               | Eagle Rock                               | –                         |
| 22. Juli 1990 – 1. September 1990 6 Wochen | 6                                        | MC Hammer                                | U Can’t Touch This/Dancin’ Machine       | –                         |
| 2. September 1990 – 15. September 1990 2 Wochen | 2                                        | Mariah Carey                             | Vision of Love                           | –                         |
| 16. September 1990 – 6. Oktober 1990 3 Wochen | 3                                        | Jon Bon Jovi                             | Blaze of Glory                           | –                         |
| 7. Oktober 1990 – 27. Oktober 1990 3 Wochen | 3                                        | INXS                                     | Suicide Blonde                           | –                         |
| 28. Oktober 1990 – 1. Dezember 1990 5 Wochen | 5                                        | Ngaire                                   | To Sir, with Love                        | –                         |
| 2. Dezember 1990 – 26. Januar 1991 8 Wochen | 8                                        | Vanilla Ice                              | Ice Ice Baby                             | –                         |

## Alben
| ← 1989 ← | Liste der Nummer-eins-Hits in Neuseeland | Liste der Nummer-eins-Hits in Neuseeland     | Liste der Nummer-eins-Hits in Neuseeland | 1991 →                    |
| \| Zeitraum \| Wo. ges. \| Interpret \| Titel \| Zusätzliche Informationen \| \| (Zeitraum, Wochen auf Platz eins, Interpret, Titel, zusätzliche Informationen) \| \| \| \| \| \| ------------------------------------------------------------------------------ \| -------- \| -------------------------------------------- \| ------------------------------------- \| ------------------------- \| \| 17. Dezember 1989 – 20. Januar 1990 5 Wochen (insgesamt 6) \| 6 \| Milli Vanilli \| All or Nothing – The U.S. Remix Album \| – \| \| 21. Januar 1990 – 24. Februar 1990 5 Wochen \| 5 \| Phil Collins \| … But Seriously \| – \| \| 25. Februar 1990 – 3. März 1990 1 Woche \| 1 \| The B-52’s \| Cosmic Thing \| – \| \| 4. März 1990 – 10. März 1990 1 Woche (insgesamt 6) \| 6 \| Milli Vanilli \| All or Nothing – The U.S. Remix Album \| – \| \| 11. März 1990 – 24. März 1990 2 Wochen \| 2 \| Elton John \| Sleeping with the Past \| – \| \| 25. März 1990 – 7. April 1990 2 Wochen \| 2 \| Midnight Oil \| Blue Sky Mining \| – \| \| 8. April 1990 – 28. April 1990 3 Wochen \| 3 \| UB40 \| Labour of Love II \| – \| \| 29. April 1990 – 26. Mai 1990 4 Wochen \| 4 \| Sinéad O’Connor \| I Do Not Want What I Haven’t Got \| – \| \| 27. Mai 1990 – 23. Juni 1990 4 Wochen \| 4 \| Skid Row \| Skid Row \| – \| \| 24. Juni 1990 – 7. Juli 1990 2 Wochen \| 2 \| The Chills \| Submarine Bells \| – \| \| 8. Juli 1990 – 14. Juli 1990 1 Woche \| 1 \| New Kids on the Block \| Step by Step \| – \| \| 15. Juli 1990 – 1. September 1990 7 Wochen \| 7 \| Carpenters \| Their Greatest Hits \| – \| \| 2. September 1990 – 8. September 1990 1 Woche \| 1 \| Gray Bartlett / Jody Vaughan / Brendan Dugan \| Together Again \| – \| \| 9. September 1990 – 29. September 1990 3 Wochen \| 3 \| Gloria Estefan \| Cuts Both Ways \| – \| \| 30. September 1990 – 20. Oktober 1990 3 Wochen \| 3 \| Brian Smith \| Moonlight Sax \| – \| \| 21. Oktober 1990 – 3. November 1990 2 Wochen \| 2 \| Cat Stevens \| The Very Best of Cat Stevens (1990) \| – \| \| 4. November 1990 – 8. Dezember 1990 5 Wochen \| 5 \| Carreras, Domingo, Pavarotti, Mehta \| In Concert \| – \| \| 9. Dezember 1990 – 2. März 1991 12 Wochen \| 12 \| Elton John \| The Very Best of Elton John \| – \| |                                          |                                              |                                          |                           |
| ← 1989 |                                          |                                              |                                          | → 1991 →                  |
| Zeitraum | Wo. ges.                                 | Interpret                                    | Titel                                    | Zusätzliche Informationen |
| (Zeitraum, Wochen auf Platz eins, Interpret, Titel, zusätzliche Informationen) |                                          |                                              |                                          |                           |
| 17. Dezember 1989 – 20. Januar 1990 5 Wochen (insgesamt 6) | 6                                        | Milli Vanilli                                | All or Nothing – The U.S. Remix Album    | –                         |
| 21. Januar 1990 – 24. Februar 1990 5 Wochen | 5                                        | Phil Collins                                 | … But Seriously                          | –                         |
| 25. Februar 1990 – 3. März 1990 1 Woche | 1                                        | The B-52’s                                   | Cosmic Thing                             | –                         |
| 4. März 1990 – 10. März 1990 1 Woche (insgesamt 6) | 6                                        | Milli Vanilli                                | All or Nothing – The U.S. Remix Album    | –                         |
| 11. März 1990 – 24. März 1990 2 Wochen | 2                                        | Elton John                                   | Sleeping with the Past                   | –                         |
| 25. März 1990 – 7. April 1990 2 Wochen | 2                                        | Midnight Oil                                 | Blue Sky Mining                          | –                         |
| 8. April 1990 – 28. April 1990 3 Wochen | 3                                        | UB40                                         | Labour of Love II                        | –                         |
| 29. April 1990 – 26. Mai 1990 4 Wochen | 4                                        | Sinéad O’Connor                              | I Do Not Want What I Haven’t Got         | –                         |
| 27. Mai 1990 – 23. Juni 1990 4 Wochen | 4                                        | Skid Row                                     | Skid Row                                 | –                         |
| 24. Juni 1990 – 7. Juli 1990 2 Wochen | 2                                        | The Chills                                   | Submarine Bells                          | –                         |
| 8. Juli 1990 – 14. Juli 1990 1 Woche | 1                                        | New Kids on the Block                        | Step by Step                             | –                         |
| 15. Juli 1990 – 1. September 1990 7 Wochen | 7                                        | Carpenters                                   | Their Greatest Hits                      | –                         |
| 2. September 1990 – 8. September 1990 1 Woche | 1                                        | Gray Bartlett / Jody Vaughan / Brendan Dugan | Together Again                           | –                         |
| 9. September 1990 – 29. September 1990 3 Wochen | 3                                        | Gloria Estefan                               | Cuts Both Ways                           | –                         |
| 30. September 1990 – 20. Oktober 1990 3 Wochen | 3                                        | Brian Smith                                  | Moonlight Sax                            | –                         |
| 21. Oktober 1990 – 3. November 1990 2 Wochen | 2                                        | Cat Stevens                                  | The Very Best of Cat Stevens (1990)      | –                         |
| 4. November 1990 – 8. Dezember 1990 5 Wochen | 5                                        | Carreras, Domingo, Pavarotti, Mehta          | In Concert                               | –                         |
| 9. Dezember 1990 – 2. März 1991 12 Wochen | 12                                       | Elton John                                   | The Very Best of Elton John              | –                         |